# Золотов, Николай Александрович
Никола́й Алекса́ндрович Зо́лотов (бел. Мікалай Аляксандравіч Золатаў; род. 11 ноября 1994, Витебск) — белорусский футболист, защитник клуба «Макслайн». Выступал в сборной Беларуси.

## Клубная карьера
Начал карьеру в дубле «Витебска». После вылета витебского клуба из Высшей лиги по итогам сезона 2011 и расформирования дубля продолжил карьеру в фарм-клубе «Витебск-2», где уверенно закрепился в основе.
По окончании сезона 2012 вместе с товарищем по команде Евгением Лебедевым перешёл в солигорский «Шахтёр». В сезоне 2013 выступал за дубль «горняков», которому помог одержать победу в первенстве дублирующих составов. На следующий сезон стал временами появляться на скамейке запасных в основной команде, но так и не появился на поле.
В феврале 2015 года вместе с Евгением Лебедевым был отдан в аренду «Витебску» до конца сезона. В витебском клубе сразу заявился в качестве игрока основного состава. 11 апреля 2015 года дебютировал в Высшей лиге в матче против микашевичского «Гранита» (1:1). С августа потерял место в основе и стал выступать за дублирующий состав «Витебска».
В январе 2016 года после возвращения из аренды присоединился к основному составу «Шахтёра». Готовился к сезону вместе с основной солигорской командой, но в апреле снова был отдан в аренду «Витебску». В сезоне 2016 выступал за основной состав «Витебска», чередуя выходы в стартовом составе и на замену.
В январе 2017 года вернулся из аренды в Солигорск, однако вскоре витебляне договорились с «Шахтёром» и оформили окончательный переход защитника. В первой половине сезона 2017 не имел прочного места в основе, а с сентября закрепился в стартовом составе. В сезонах 2018—2019 оставался важным игроком основного состава.
В декабре 2019 года перешёл в клуб чемпионата России «Урал», где зачастую оставался на скамейке запасных. 18 января 2021 года контракт был расторгнут по соглашению сторон.
В феврале 2021 года был представлен в качестве игрока украинского «Колоса». 3 марта 2021 года дебютировал за «Колос», выйдя в стартовом составе в выездном матче 1/4 Кубка Украины против киевского «Динамо» (0:0, 3:4 п.), отыграв весь поединок и получив предупреждение на 54-й минуте. В следующей встрече 7 марта 2021 года дебютировал в рамках Премьер-лиги Украины, выйдя в стартовом составе в выездном матче против «Ингульца» (0:0), отыграв весь поединок.
В апреле 2022 года на правах аренды перешёл из украинского «Колоса» во французскую «Бастию» из Лиги 2. Дебютировал за клуб 14 мая 2022 года в Лиге 2 против «Нима», выйдя в стартовом составе и заменён на 59 минуте. В июле 2022 года покинул клуб и вернулся в «Колос».
В январе 2023 года футболист перешёл в казахстанский «Елимай».
В июле 2024 года Золотов покинул «Елимай» и в статусе свободного агента стал игроком 
ФК «Макслайн» из 
первой лиги РБ. В составе команды вышел в высшую лигу. В ноябре клуб предложил игроку двухлетний контракт, на который тот согласился, однако перед стартом сезона-2025 покинул «МЛ Витебск», проведя за команду всего 4 матча. В июне 2025 года подписал контракт с молдавским «Зимбру», который ранее возглавил белорусский главный тренер Олег Кубарев.

## В сборной
13 августа 2014 года дебютировал за молодёжную сборную Беларуси в товарищеском матче против Молдавии.
9 сентября 2019 года дебютировал в составе национальной сборной Беларуси, отыграв все 90 минут в товарищеском матче против Уэльса (0:1).
| № | Дата            | Оппонент   | Счёт | Голы | Пасы | Карточки | Минуты | Соревнование           |
| - | --------------- | ---------- | ---- | ---- | ---- | -------- | ------ | ---------------------- |
| 1 | 9 сентября 2019 | Уэльс      | 0:1  | —    | —    | 57'      | 90'    | Товарищеский матч      |
| 2 | 19 ноября 2019  | Черногория | 0:2  | —    | —    | —        | 44'    | Товарищеский матч      |
| 3 | 4 сентября 2020 | Албания    | 0:2  | —    | —    | —        | 76'    | Лига наций 2020/21 (C) |
| 4 | 7 сентября 2020 | Казахстан  | 2:1  | —    | —    | —        | 90'    | Лига наций 2020/21 (C) |
| 5 | 8 октября 2020  | Албания    | 0:1  | —    | —    | —        | 90'    | ЧЕ-2020 (отбор)        |
| 6 | 11 октября 2020 | Литва      | 2:2  | —    | —    | —        | 90'    | Лига наций 2020/21 (C) |
| 7 | 14 октября 2020 | Казахстан  | 2:0  | —    | —    | —        | 24'    | Лига наций 2020/21 (C) |
| 8 | 27 марта 2021   | Эстония    | 2:4  | —    | —    | —        | 90'    | ЧМ-2022 (отбор)        |

Итого: сыграно матчей: 8 / забито голов: 0; победы: 2, ничьи: 1, поражения: 5.

## Статистика
| Сезон   | Дивизион | Клуб               | Страна                    | Матчи | Голы |
| ------- | -------- | ------------------ | ------------------------- | ----- | ---- |
| 2011    | дубль    | Витебск            | Флаг Беларуси (1995—2012) | 7     | 0    |
| 2012    | Д3       | Витебск-2          | Флаг Беларуси             | 27    | 1    |
| 2013    | дубль    | Шахтёр (Солигорск) | Флаг Беларуси             | 32    | 1    |
| 2014    | дубль    | Шахтёр (Солигорск) | Флаг Беларуси             | 31    | 0    |
| 2015    | Д1       | Витебск            | Флаг Беларуси             | 16    | 0    |
| 2016    | Д1       | Витебск            | Флаг Беларуси             | 23    | 0    |
| 2017    | Д1       | Витебск            | Флаг Беларуси             | 21    | 0    |
| 2018    | Д1       | Витебск            | Флаг Беларуси             | 29    | 0    |
| 2019    | Д1       | Витебск            | Флаг Беларуси             | 25    | 2    |
| 2019/20 | Д1       | Урал               | Флаг России               | 7     | 0    |
| 2020/21 | Д1       | Урал               | Флаг России               | 8     | 0    |